# Lu'an
Lu'an (kinesisk skrift: 六安; pinyin: Lù'ān) er en by på præfekturniveau i den vestlige del af provinsen Anhui i Folkerepublikken Kina. Den har et areal på 17 976 km², og en befolkning på omkring 6.649.000 indbyggere.

## Administrative enheder
Lu'an består af to bydistrikter og fem amter:
- Bydistriktet Jin'an – 金安区 Jīn'ān Qū ;
- Bydistriktet Yu'an – 裕安区 Yù'ān Qū ;
- Amtet Shou – 寿县 Shòu Xiàn ;
- Amtet Huoqiu – 霍邱县 Huòqiū Xiàn ;
- Amtet Shucheng – 舒城县 Shūchéng Xiàn ;
- Amtet Jinzhai – 金寨县 Jīnzhài Xiàn ;
- Amtet Huoshan – 霍山县 Huòshān Xiàn.

## Trafik
Kinas rigsvej 105 går gennem byen. Denne vigtige trafikåre begynder i Beijing, går sydover og ender ved kysten i Zhuhai i provinsen Guangdong. Den går gennem større byer som Tianjin, Dezhou, Jining, Shangqiu, Jiujiang, Nanchang og Guangzhou.
Kinas rigsvej 312 går gennem området. Den begynder i Shanghai og ender ved grænsen mod Kasakhstan, og passerer blandt andet Suzhou, Nanjing, Hefei, Xinyang, Xi'an, Lanzhou, Jiayuguan og Urumqi.